# Templul Sri Ranganathaswamy
Templul Sri Ranganathaswamy este un templu hindus din Srirangam, India. Dedicat lui Ranganatha, una dintre manifestările zeului Vișnu, Sri Ranganathaswamy este cel mai mare templu hindus încă funcțional din lume și al doilea cel mai mare după Angkor Wat. 

## Istorie
Conform tradiției, statuia lui Ranganatha a aparținut prințului Rama, unul dintre avatarele lui Vișnu. Acesta a adorat-o o lungă perioadă de timp, iar când s-a întors biruitor din Sri Lanka după înfrângerea regelui-demon Ravana, i-a dat idolul cadou lui Vibhishana, fratele lui Ravana și noul rege al Sri Lankăi drept răsplată pentru devotamentul său în lupta împotriva maleficului său frate. Când Vibhishana a trecut prin apropierea orașului Tiruchirappalli în drum spre Sri Lanka, a făcut un popas pe o insuliță de lângă râul Kaveri pentru a efectua ritualul puja, aducând ofrande zeului. După ritual, Vibhishana a încercat să ridice idolul, dar a constatat că acesta nu a mai putut fi mișcat din loc. În acel moment a apărut zeul Vișnu și i-a spus că dorește să rămână în acel loc. Idolul a fost dat în grija regelui local numit Dharma Varma, cunoscut pentru pioșenia și devotamentul său față de zeu. Acesta a construit un altar pentru idol și l-a plasat cu fața către sud, spre Sri Lanka. De atunci insula a fost cunoscută sub numele de Srirangam.
Locația în care a fost plasat idolul Ranganatha a fost mai târziu părăsită și acoperită de vegetație. Un rege din dinastia Chola (300 î.Hr-1279 d.Hr) a găsit idolul în timp ce urmărea un papagal prin junglă. Acesta a înălțat un templu pe acel loc pentru a adăposti idolul. Conform surselor istorice acest eveniment ar fi avut loc în jurul anilor 900-1000 d.Hr. Membrii dinastiei Chola s-au ocupat de extinderea și de renovarea templului. De exemplu, se crede că regele Rajamahendra Chola ar fi donat templului o canapea din aur cu șerpi sculptați. Dinastiile ulterioare, cum ar fi Pandya (sec.VI î.Hr-sec XVI d.Hr), Hoysala (1026-1343) sau Vijayanagara (1336-1646) s-au ocupat și ele de înfrumusețarea și renovarea edificiului.
În timpul invaziei musulmane din sudul Indiei condusă generalul Malik Kafur dintre anii 1310-1311, idolul a fost furat și dus la Delhi. Adepții zeului din Srirangam au plecat la Delhi și au reușit să-l impresioneze pe sultan cu abilitățile lor de actorie și cu spectacolele de comedie, convingându-l să le înapoieze idolul drept răsplată. Sultanul a acceptat, iar idolul s-a întors la Srirangam.
În anul 1323, a avut loc o altă campanie de invazie a trupelor musulmane după presupusa moarte a fiicei sultanului produsă din cauza magiei nefaste a idolului. Un cortegiu condus de către guru numit Pillai Lokacharyar au reușit să fugă cu statuia înainte ca trupele inamice să ajungă în Srirangam. Aproximativ 13.000 de oameni și-au dat viața în luptă pentru a apăra templul. În cele din urmă, Devadasis, șefa dansatoarelor din Srirangam, l-a sedus pe comandantul armatei și l-a convins să cruțe templul. Cu toate acestea, idolul s-a întors în sanctuarul său abia în anul 1371, timp în care a fost mutat prin mai multe locuri din Madurai, Kerala și Mysore pentru a fi protejat.
În jurul anilor 1747-1750, un mercenar de origine franceză ar fi pătruns în templu și ar fi furat unul dintre ochii de diamant ai idolului pe care l-ar fi vândut mai târziu unui căpitan englez. Acesta l-a vândut ofițerului rus Grigori Grigorievici Orlov ce l-a făcut cadou împărătesei Ecaterina a II-a a Rusiei. Diamantul Orlov, cum este numit, se află încă din anul 1967 expus la tezaurul din Kremlin, Moscova.

## Arhitectură
Templul Sri Ranganathaswamy are o suprafață totală de aproximativ 631.000 de metri pătrați, fiind cel mai mare templu hindus încă funcțional din lume. Ca mărime este însă al doilea templu hindus după uriașul Angkor Wat din Cambodgia, dar acesta nu mai este funcțional. 
Complexul templului este încercuit de 7 ziduri concentrice, numite prakarams sau mathil suvar. Spațiul exterior al primelor două prakarams cuprinde magazine, restaurante și tarabe cu flori. Restul complexului cuprinde gopurame (turnuri-porți), pavilioane, altare, și numeroase alte clădiri cu băi și bazine de apă. 
Altarele templului sunt în număr de 50 și conțin imagini și statui ale diferitelor zeități și personaje mitologice din hinduism precum Vișnu, Brahma, Vibhishana, Hanuman sau Garuda. Altarul principal este acopeirt cu aur și conține statuia lui Ranganatha. De asemenea, există și statuia lui Ranganayaki, consoarta lui Ranganatha și manifestare a zeiței Lakshmi, soția lui Vișnu.
Gopuramele sunt 21 la număr iar dimensiunile lor variază de la 44 la 73 de metri înălțime. Cel mai înalt este Rajagopuram, înalt de 73 de metri. Acesta a fost construit în anul 1987, celelalte 20 de gopurame datând din secolele XIV-XVII. 
Ayiram Kaal Mandapam (Sala cu o mie de coloane) este una dintre cele mai faimoase atracții ale templului. Construită în timpul Imperiului Vijayanagara, sala conține 953 de coloane din granit sculptate cu diferite basoreliefuri ale unor zeități, animale sau scene din viața oamenilor. Din tot complexul sălii se remarcă Garuda Madapa, sala dedicată legendarii păsari Garuda ce se află în partea de sud a ansamblului. Un altar în aer liber conține o statuie în mărime naturală a lui Garuda.

## Importanță religioasă
Importanța templului Sri Ranganathaswamy este una enormă pentru credincioșii hinduși. De-a lungul anului au loc numeroase festivaluri ce atrag un număr mare de pelerini la Srirangam. Printre aceste festivaluri se numără: Vaikunta Ekadeshi (decembrie-ianuarie), Rathothsavam (ianuarie-februarie), Brahmotsavam (martie-aprilie), Vasanthothsavam (mai-iunie) și Jyestabisheka (iunie-iulie). În timpul acestor festivaluri au loc procesiuni prin oraș, servicii religioase, libații ale idolilor, dăruirea de ofrande și diverse spectacole.

## Fotogalerie

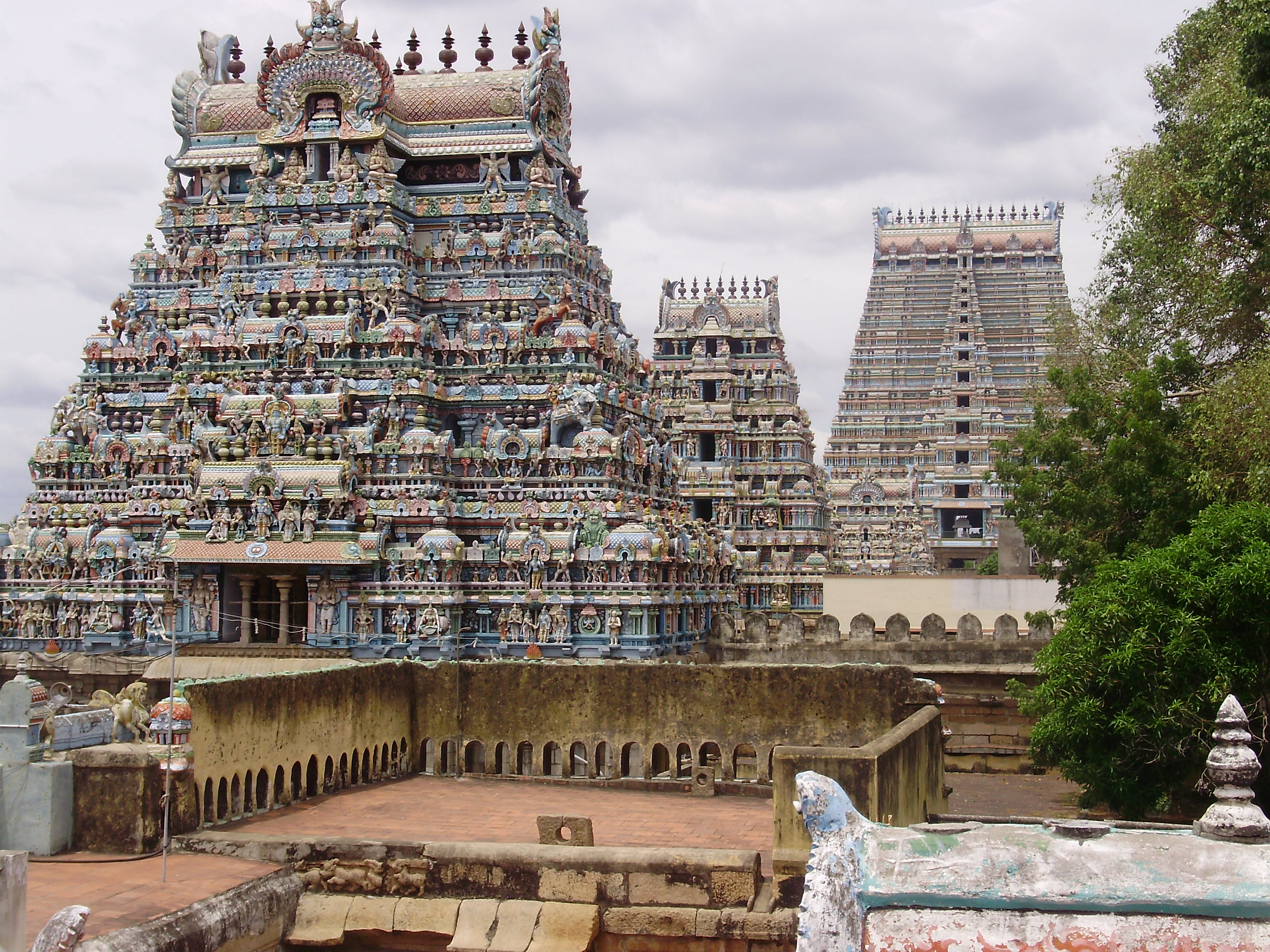
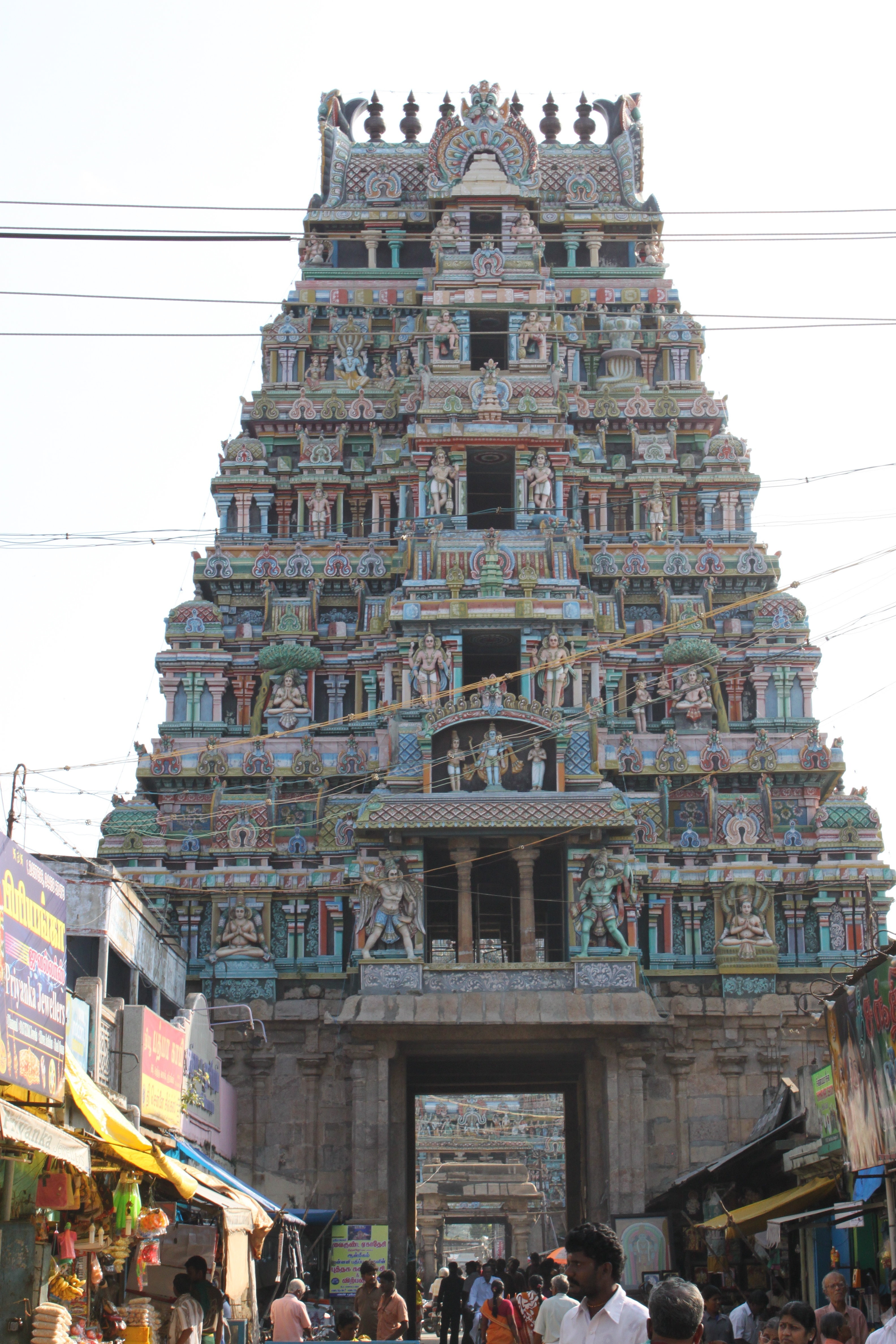
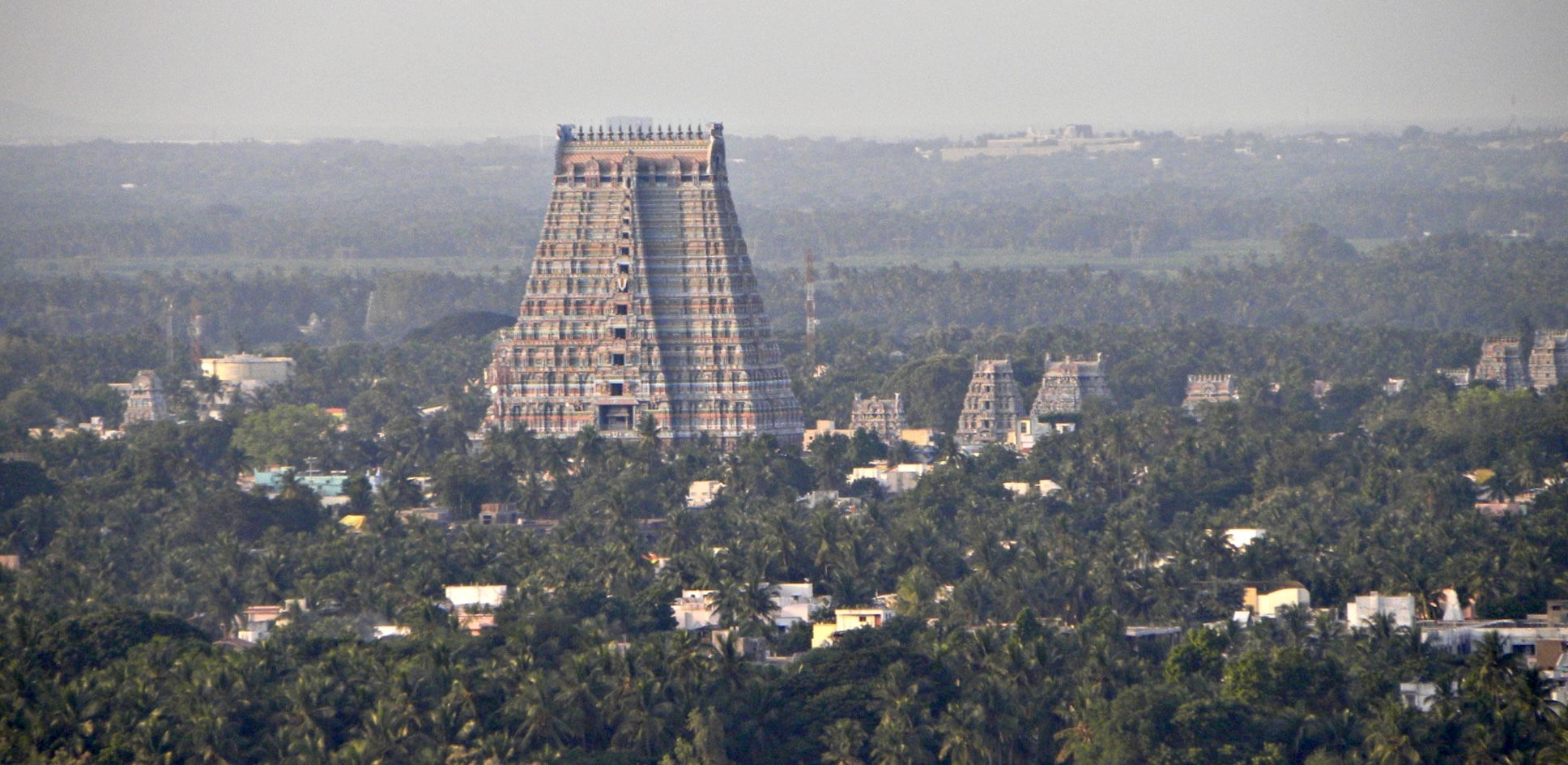
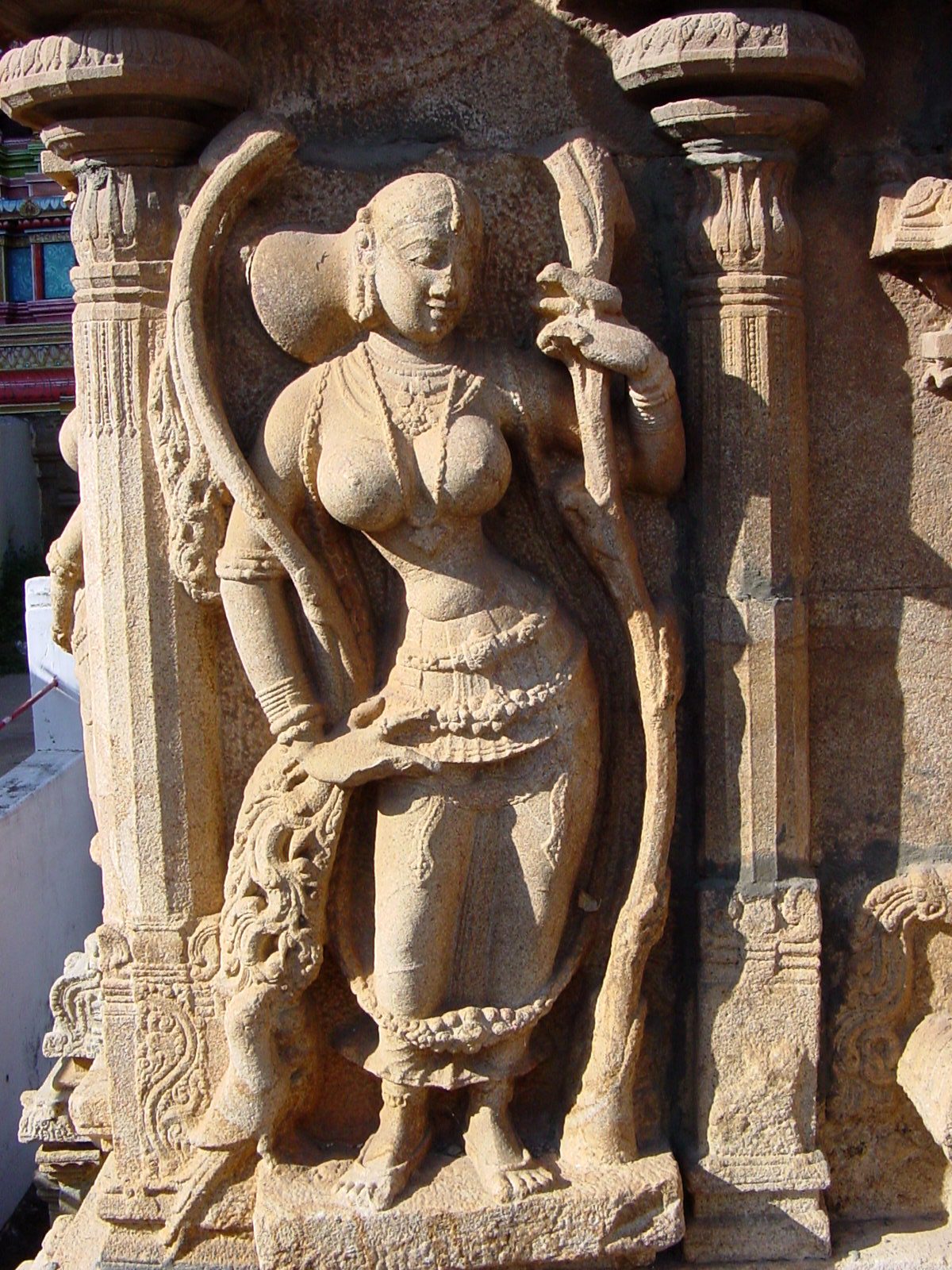
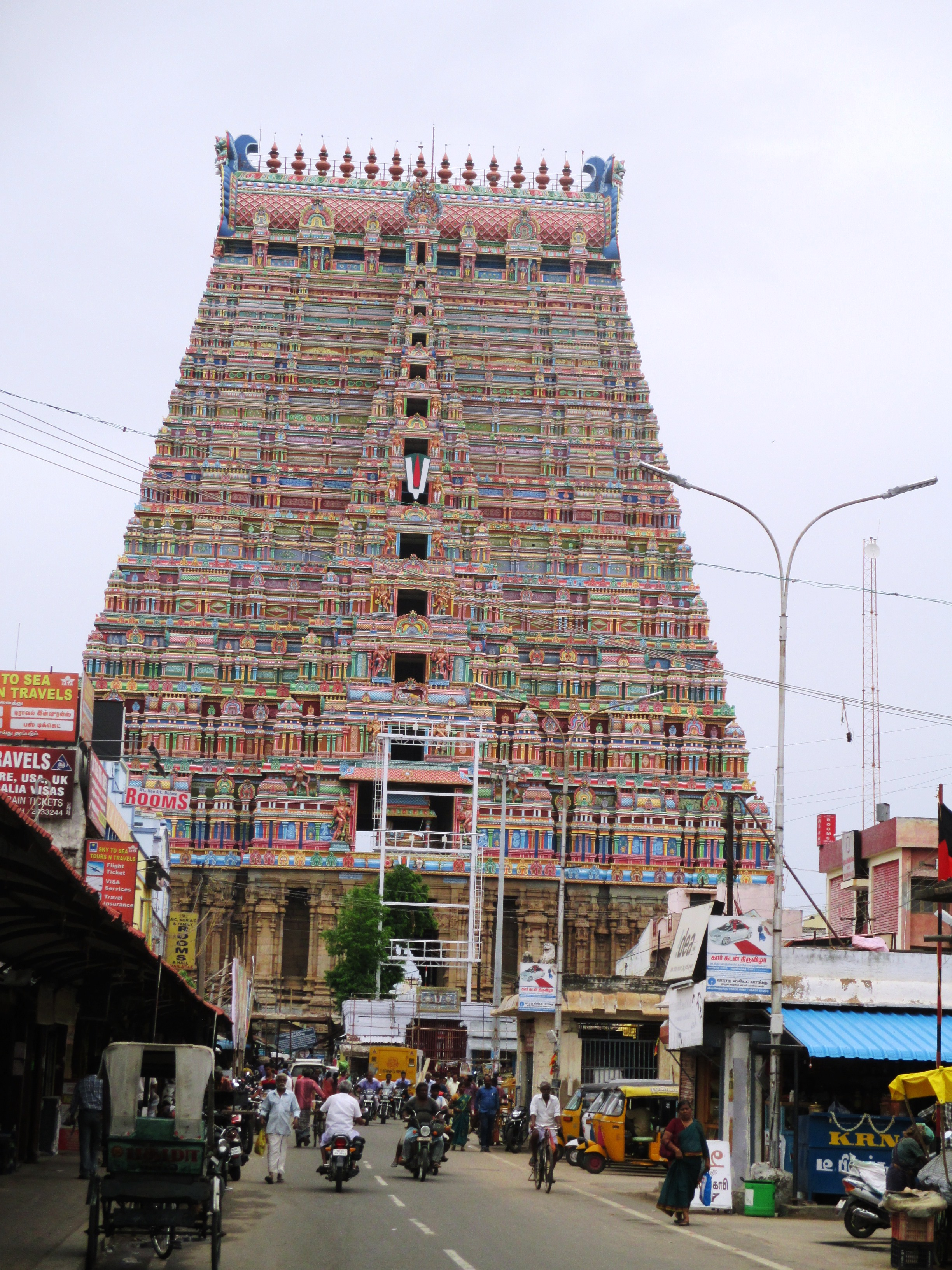
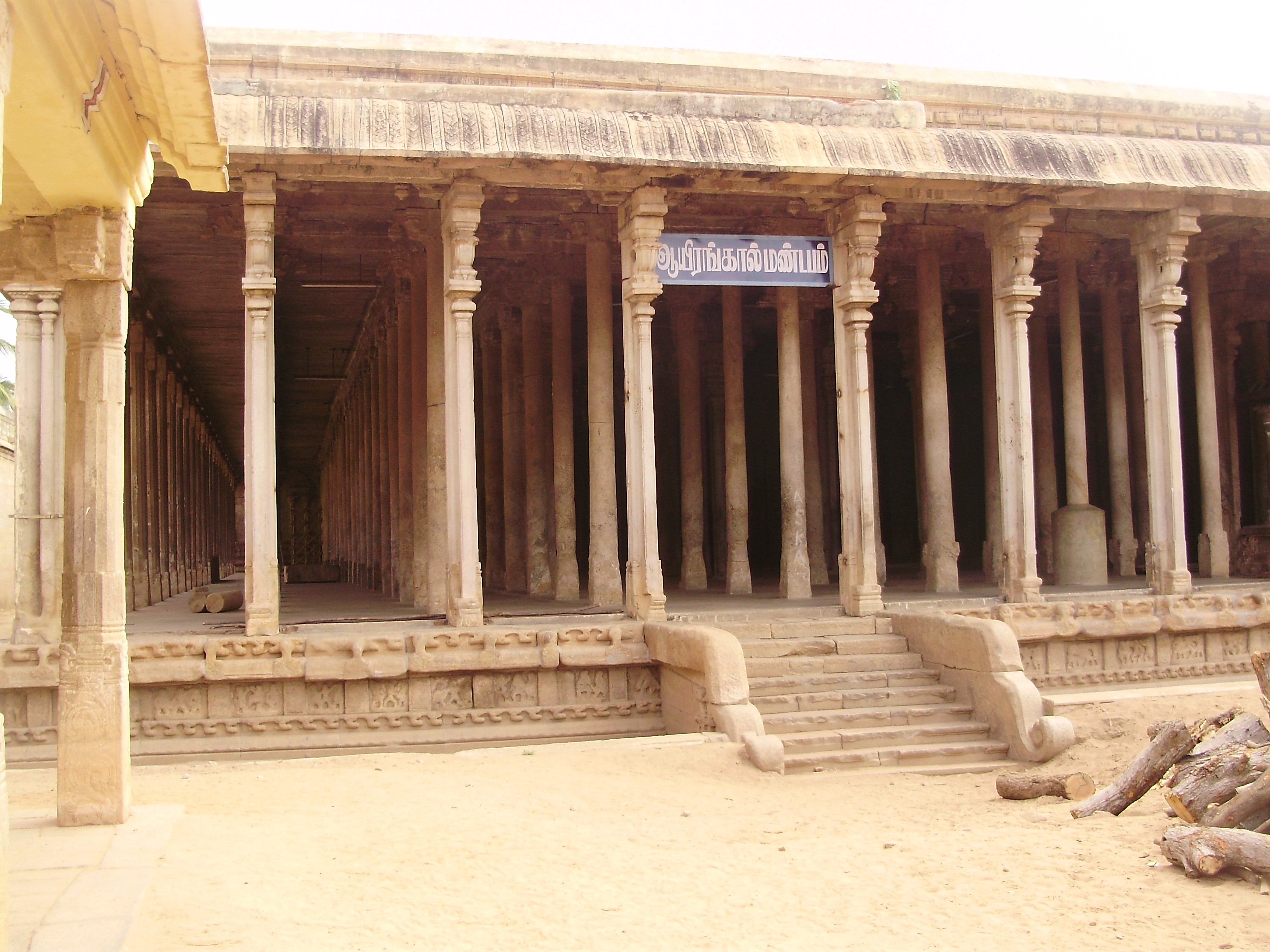
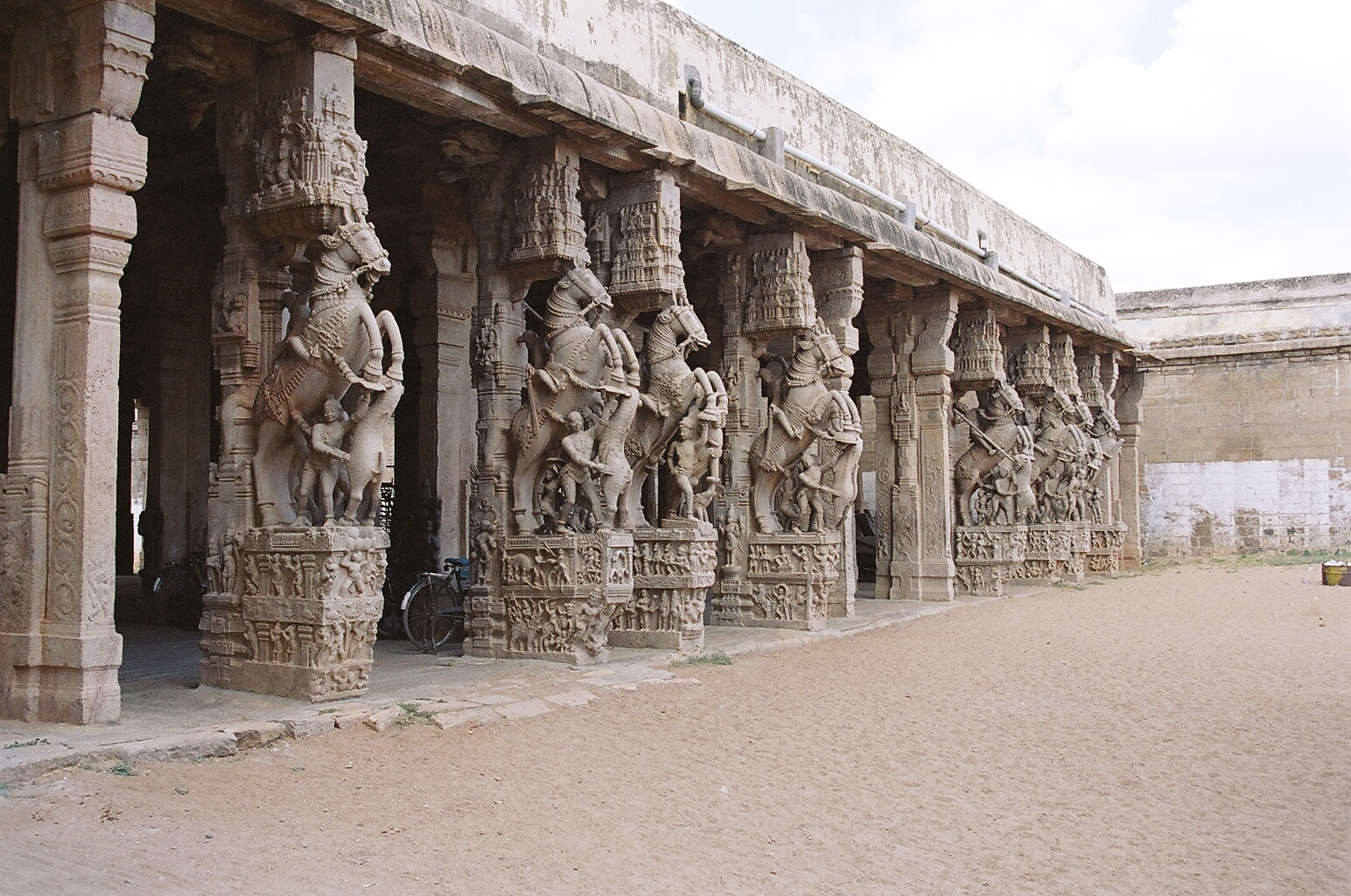